# Nationalpark Gesäuse
Nationalpark Gesäuse er en nationalpark i den østrigske delstat Stiermark. Den ligger i den bjergrige Øvre Steiermark-region, det dækker store dele Gesäusebjergene i Ennstaler Alperne og floden Enns stejle kløft mellem Admont og Hieflau Nationalparken omfatter også dele af kommunerne Johnsbach, Weng, Landl og Sankt Gallen .
Nationalparken dækker i øjeblikket 110   km², med yderligere 15   km² er planlagt. Den blev oprettet den 26. oktober 2002.
Det højeste bjerg er Hochtor på 2.369 m.